# Faith Lehane

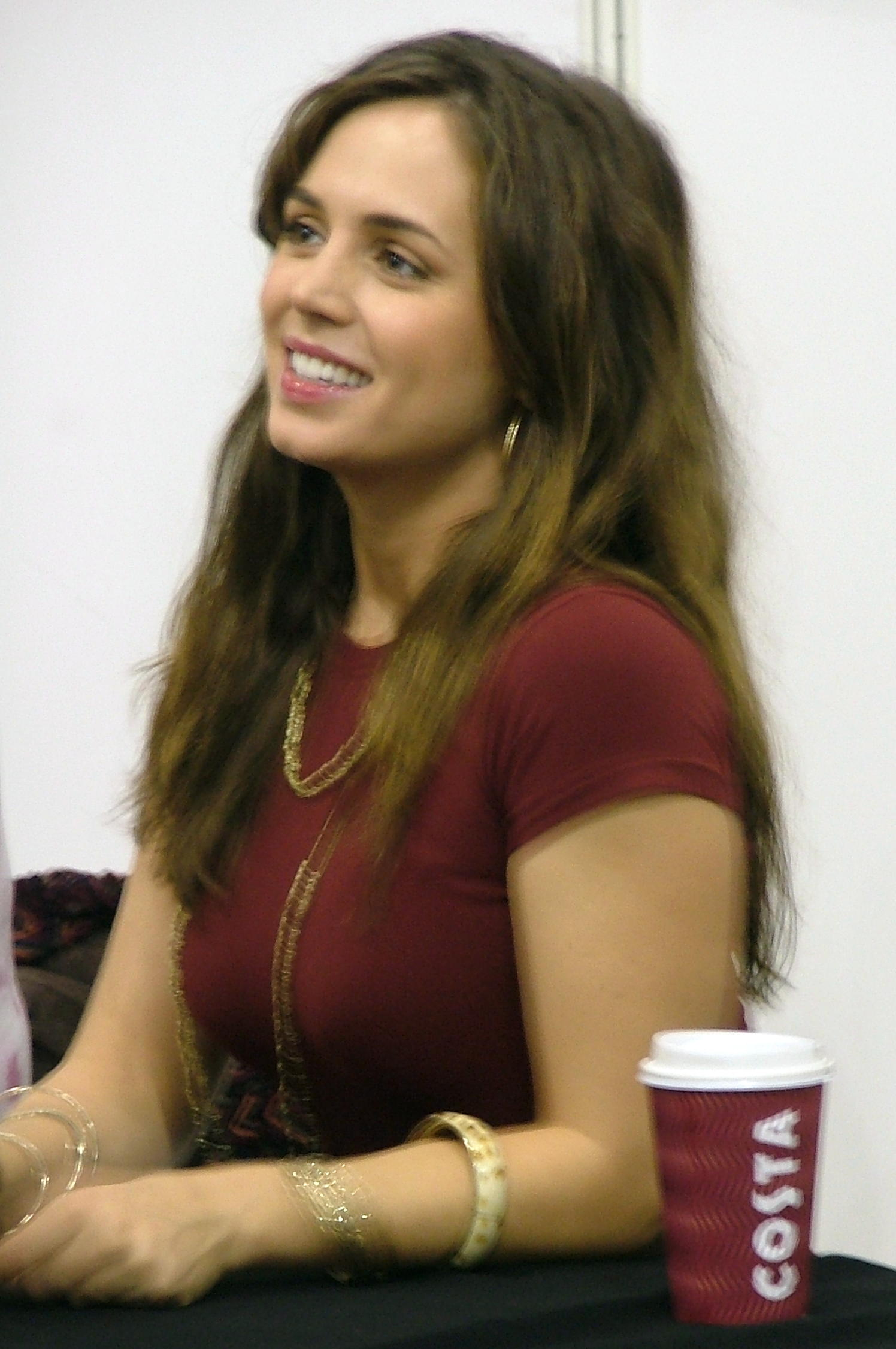
Eliza Dushku at the London Expo in London England.

Faith Lehane es un personaje de ficción de la serie Buffy la cazavampiros, interpretado por Eliza Dushku y, en un capítulo, por Sarah Michelle Gellar. 
Faith fue activada como cazadora en 1998 tras ser asesinada Kendra por Drusilla. También es conocida como "la Cazadora oscura" y aparece por primera vez en el tercer episodio de la tercera temporada de Buffy la cazavampiros, titulado "Faith, Hope and Trick". Su personaje aparece tanto en la serie Buffy como en Ángel y su vida anterior a su llegada a Sunnydale se desarrolla en la novela "Go Ask Malice" y la posterior a la destrucción de Sunnydale en el cómic "No Future for You" y "Safe".

## Biografía

### Boston
Faith nació el 14 de diciembre de 1980 en Boston, Massachusetts, de una madre alcohólica. Cuando tenía cuatro años, su padre fue encarcelado por asesinato y Faith creció creyendo que había muerto. La infancia de Faith estuvo rodeada de desamor y maltrato por parte de su madre. Cuando era pequeña quería tener un perro para que alguien pudiese quererla, y tenía una amiga imaginaria llamado Alex.
Después de ser expulsada del colegio por pelearse, Faith vivió sola durante algún tiempo después de que su madre fuera arrestada. De hecho, en la séptima temporada, Faith le cuenta a Spike que había un tipo que le pagaba para que se vistiese de colegiala y le pegase, lo que nos da una imagen bastante detallada de cómo era la vida de Faith. El consejo la asigna a una familia de acogida donde Faith tiene su primer contacto con un vampiro, Robert, el hijo de sus padres de acogida, que vive en el ático alimentándose de niños huérfanos que llegan a su hogar. Por suerte o casualidad, Faith descorre la cortina del ático matándolo. 
Buscando a su madre descubre que trabaja como prostituta y tiene una pelea con el novio de su madre y proxeneta, Gable, lo que finalmente hace que acabe arrestada por la policía y sea llevada a Belmont Center para ser observada, donde conoce a Kenny, uno de sus novios, que tiene el poder de crear tulpas, representaciones de memorias, pensamientos u obsesiones. 
Faith es puesta en custodia de la profesora Diana Dormer, miembro del Consejo de Vigilantes, con la que empieza a entrenarse como cazadora potencial en artes marciales y en el uso de armas. Durante este periodo de tiempo descubre que su madre ha sido encontrada muerta.
El 12 de mayo de 1998, poco después de la muerte de Kendra, Faith se convierte en cazadora. Temporalmente es poseída por Artemia, una antigua cazadora griega que busca la venganza de alguien a quien llaman El Padre, que no es otro que Kakistos. Con la ayuda de la profesora Dormer, su vigilante y su novio Kenny, consigue librarse de su influjo.
El 20 de junio Kakistos secuestra a la profesora Dormer y la mata en presencia de Faith. Esta, con el apoyo del espíritu de Artemia, consigue huir, acabando antes con algunos de sus acólitos e hiriendo a Kakistos.
Sin vigilante, Faith deja Boston, no antes de vengarse de Gable por la muerte de su madre. En el autobús que la saca de Boston, Alex se le aparece y le cuenta que es la hija de Artemia, que fue secuestrada por un grupo de mujeres a la que Kakistos volvía locas y que después empujaban a las ciudades para que matasen y torturasen a la gente. Pero Alexandra había hecho un trato con el demonio D'Hoffryn, que la convirtió en el demonio Malicia, dispuesto a cumplir los deseos de su madre de vengarse de Kakistos.

### Sunnydale
Faith llega a Sunnydale en el episodio "Faith, hope and Trick". Cuando Buffy sospecha de que el chico con el que baila Faith en el Bronze es un vampiro, va en su ayuda y se encuentra a Faith dándole una paliza. Faith mata al vampiro con la estaca de Buffy. La nueva cazadora se muestra como una chica divertida y enérgica, a la que la caza le da hambre y disfruta con su trabajo. Tanto a los amigos de Buffy como a su madre, Faith les encanta, no así a Buffy, que al igual que con la llegada de Kendra, se muestra desplazada y empieza a desconfiar de su actitud cuando Faith le da una paliza brutal a un vampiro. Al descubrir que Faith huye de Kakistos, el asesino de su vigilante, Buffy intenta que supere sus miedos y finalmente Faith le mata.
Faith empieza a sentirse un poco aislada de la scooby gang, cuestión esta que recalca su nueva vigilante Gwendolyn Post. Incitada por Xander, Faith se propone matar a Ángel y se enfrenta a Buffy por él, mientras Gwendolyn Post, que en realidad es una exvigilante expulsa del Consejo por su mala praxis, intenta hacerse con el guante de Myneghon que le conferirá un gran poder. A partir de ahí, en cierta forma, la confianza de Buffy y Faith empieza a resquebrajarse.
En el episodio "Chicas malas", Faith mata accidentalmente al ayudante del alcalde, Allan Finch. Cuando Buffy quiere aclarar con Giles lo sucedido, ella se adelanta y acusa a Buffy del accidente. Giles y Buffy quieren ayudar a Faith, y Xander se ofrece a hablar con ella. La entrevista entre los dos no resulta como Xander esperaba y Faith está a punto de estrangularlo, pero Ángel interviene justo a tiempo. Encadenada en la mansión del vampiro, este intenta ayudarla a que reconozca sus problemas. Pero el nuevo vigilante de las cazadoras, Wesley, la rescata de la mansión para entregársela al Consejo de Vigilantes y someterla a juicio. Faith consigue escapar y decide huir. Buffy la localiza en el puerto y mientras discuten, unos vampiros enviados por el alcalde las atacan y Faith les mata a todos rescatando a Buffy. Después de eso, se presenta ante el alcalde Richard Wilkins, ofreciéndose para ocupar el puesto dejado por Mr. Trick.
Bajo su alianza secreta con el alcalde Wilkins, Faith mata al demonio que custodia los libros de la ascensión, secuestra a Willow y asesina a un profesor de geología. Su doble juego se descubre cuando intenta robar a Ángel su alma en "Enemigas" y cae en la trampa de Ángel y Buffy para que les revele los planes del alcalde.
Para distraer a Buffy de los planes del alcalde con la ascensión, hiere con una flecha envenenada a Ángel. La única forma para curar al vampiro es que este beba la sangre de una cazadora y Buffy intenta matar a Faith. Luchan en el nuevo apartamento de Faith y finalmente, Buffy le clava el cuchillo, regalo del alcalde, en el estómago. Faith golpea a Buffy antes de dejarse caer al vacío. Desahuciada por los médicos, pasa 8 meses en coma, durante los cuales comparte sueños místicos con Buffy.
Faith despierta del coma en el episodio "La chica de este año", tras lo cual lucha con Willow y Buffy en el campus de la universidad. Después de atacar a la madre de Buffy, se enfrenta a ésta y gracias a un artilugio mágico que le ha dejado el alcalde, intercambia su cuerpo con ella. En el cuerpo de Buffy, Faith coquetea con Spike y se acuesta con Riley Finn, el novio de Buffy. Asimismo, prepara su huida del país. Su instinto como cazadora, sin embargo, la obliga a aplazar sus planes para rescatar a un grupo de feligreses secuestrados por vampiros. Buffy también acude allí y vuelven a pelear y a intercambiar sus cuerpos, tras lo cual, Faith huye de Sunnydale.

### Los Ángeles
En Los Ángeles Faith es contratada por Wolfrand & Hart para matar a Ángel. Aunque en un principio falla al disparar una flecha al vampiro, golpea a Cordelia Chase y secuestra a Wesley, torturándolo para atraer a Ángel. Pero en su enfrentamiento con Ángel, Faith le pide que la mate, porque ella misma se sabe descontrolada y tiene la peor consideración de ella misma, viendo la muerte como su única liberación. Ángel se la lleva a su casa, pero el Consejo de Vigilantes la está buscando y también Buffy, que viene dispuesta a acabar con ella. Finalmente Faith se entrega a la policía e ingresa en la cárcel en busca de la redención.
Faith reaparece en la 4ª temporada de Ángel, cuando Ángelus ha regresado y Wesley requiere su ayuda, lo que la obliga a huir de la cárcel. Tanto Wesley como Faith han cambiado a lo largo de estos años y él le exige ahora que saque a la Faith que le torturó para que pueda acabar con Ángelus. El enfrentamiento entre Ángelus y Faith termina cuando Ángelus la muerde, sin embargo Faith se había inyectado una droga, orpheus, que debilita a Ángelus dejándolo inconsciente y a Faith al borde de la muerte. En su inconsciencia, Faith, Ángelus y Ángel comparten un viaje por la vida de Ángel anterior a su llegada a Sunnydale. Finalmente, cuando Connor va a matar a Ángel, Faith despierta del coma y se enfrenta a él, salvándole la vida y partiendo hacia Sunnydale con Willow.

### Regreso a Sunnydale
El encuentro de Faith con la Scooby Gang no es muy bueno y nadie parece contento con su llegada. Faith, Buffy y algunas potenciales se enfrentan a Caleb, muriendo algunas chicas y otras resultando gravemente heridas. Para animar a las supervivientes Faith se las lleva al Bronze, donde se enfrenta a la policía que la está buscando. Buffy la acusa de poner en peligro a las chicas y Faith le recrimina que fue ella quien las condujo a la muerte. Buffy golpea a Faith pero esta no responde a su ataque. Cuando las potenciales pierden la confianza en Buffy deciden que sea Faith quien las guíe, y aunque ella no quiere hacerlo, Buffy la convence de que tome su lugar, pero ella las conduce involuntariamente a una trampa y es herida de gravedad. Sin embargo, una vez hechas las paces con Buffy, junto con las potenciales entran en la boca del infierno y luchan hasta que Sunnydale desaparece, no antes de que Buffy demuestre su confianza en ella entregándole el hacha que Caleb custodiaba, sobreviviendo a la batalla final.

### Vida después de Sunnydale
Faith protagoniza el cómic "No future for you" que se sitúa en la teórica 8.ª temporada de Buffy, un año y medio después de la destrucción de la boca del infierno. Faith ejerce sus funciones de cazadora en Cleveland (Ohio), donde existe otra boca del infierno, ya rota su relación con Robin Wood. Giles, quien ahora dirige el Consejo de Vigilantes, contacta con Faith con el encargo de asesinar a una cazadora británica conocida como Lady Genevieve, manipulada por el brujo Roden y que asesina a cazadoras a sangre fría. A cambio Giles le proporcionará a Faith vivir en el país que ella elija, olvidando sus funciones como cazadora. Para llevar a cabo su acometido, Faith deberá formarse en la estricta etiqueta inglesa y hablar con acento británico. Cuando Faith es atacada por un demonio, Gigi cree descubrir en ella una igual, y se hacen amigas. Faith encuentra en ella un reflejo de sí misma, pero su tapadera queda al descubierto cuando descubre que quiere matar a Buffy, a la que llama la reina, con la idea de que de ese modo, sus pesadillas desaparecerán. Por un conjuro de Willow, Buffy aparece ante Gigi y se enfrenta, pero Faith se interpone para que Buffy no la mate y acaban peleando. Cuando Willow consigue traer de regreso a Buffy, Faith y Gigi se enfrentan y finalmente esta última muere. Roden aparece y Faith le pide que la cure, pero él quiere convertirla en su nueva cazadora, ya que considera que es mejor que Gigi y que juntos podrían hacer que Buffy desapareciera para siempre. Faith rehúsa el ofrecimiento y los dos luchan. Roden consigue atraparla en la tierra y finalmente Giles aparece y lo mata. Faith renuncia a dejar su papel de cazadora y decide dedicarse a ayudar a las cazadoras que se decantan por el lado oscuro, con el apoyo de Giles.
En "Safe" Giles y Faith ya forman un tándem y se encuentran a una chica llamada Courtney, también cazadora, que es atacada por un demonio. Después de que Faith lo mata, la chica les cuenta que está yendo hacia el "Santuario de las cazadoras", un lugar a salvo para aquellas que no quieren ejercer su función como elegidas. Faith y Giles acompañan a Courtney a Hanseltadt, el supuesto santuario. Allí, se encuentran con Duncan Fillworthe, uno de los últimos miembros del Consejo. Mientras una mujer acompaña a Faith y a Courtney a la biblioteca, donde se encuentran las cazadoras, Duncan le cuenta a Giles que existe un demonio en el pueblo al que los vampiros temen, que se alimenta de los miedos de los niños, pero que como ya no quedan niños, ahora se alimentan de las cazadoras que buscan su santuario. Cuando Faith entra en la biblioteca se encuentra con el demonio y luchan, pero Courtney no puede verlo. Después de caer inconsciente, el demonio se presenta a Courtney en la forma de sus padres que la abrazan. Giles corre a la biblioteca, también Duncan, pero finalmente Faith logra volver en si y matar al monstruo, no antes de que este mate a Duncan. Eliminado el demonio, la amenaza de los vampiros se cierne sobre Hanseltadt, por lo que Faith los arenga para que sean valientes y luchen por el pueblo. El cómic acaba así, con todo el pueblo, encabezado por Faith, preparado para la lucha.

## Personalidad
El personaje de Faith se creó como una antítesis de Buffy. Mientras que Buffy era una niña popular de Los Ángeles, Faith procede de los barrios bajos y se ha hecho a sí misma. Faith disfruta de la caza y de su papel como cazadora, que probablemente es lo único que da sentido a su vida. Es además una persona bastante promiscua, que huye de los compromisos y se reconoce como un imán para los perdedores, e increíblemente cínica. Siempre se muestra fuerte y decidida, aunque en realidad su aparente fortaleza esconde a una persona muy sola que sufre constantemente, y que añora algún tipo de familia. Es muy inestable pero también muy divertida, lo que hace ganarse a la gente con increíble facilidad.

## Relaciones

### Amorosas
- Ronnie — Era el hombre para el que Faith se vestía de colegiada y a quien golpeaba con una fusta. Se le menciona en "Revelaciones" y "Chicas impuras".
- Steve — Faith rompió con Steve cuando descubrió que los regalos que le hacía eran robados. Se le menciona en "Revelaciones" y "Go ask malice"
- Kenny — También conocido como Killian o K, era el baterista del grupo favorito de Faith, Freak Wharf. Tenía la habilidad de crear tupas, proyecciones astrales de su propio subconsciente. Salió con él varias semanas hasta que se lo encontró en la cama con un tulpa de su novia. Fue mencionado en "Revelaciones" y en ""Go ask malice"
- Xander Harris — Después de finalizada su relación con Cordelia Chase, Xander pierde la virginidad con Faith en el capítulo "El Zepo". En "Consecuencias" antes de intentar matar a Xander, Faith le dice que entre ellos solo hubo sexo.
- Riley Finn — Durante el tiempo en que Faith ocupa el cuerpo de Buffy, se acuesta con Riley.
- Ángel - Mientras trabaja con el alcalde intenta seducir a Ángel para poder acostarse y que pierda su alma.
- Director Robin Woods - Tras ser Buffy expulsada del grupo, ellos se acuestan, pero como siempre que se relaciona con un hombre, Faith no le da importancia. Woods le pide una oportunidad si sobreviven a la batalla final. En "No future for you", sin embargo, sabemos que su relación ha terminado.

### Amistosas
- Tommy - Era un amigo de Faith con el que pretendía tener una relación. Los intentos de Faith de protegerle hicieron que se pelease y fuera expulsada del colegio. La actitud violenta de Faith le impresionó tanto que abandonó la ciudad con su novio Ed.
- Alcalde Richard Wilkins — Faith encuentra en el simpático y estricto alcalde la figura paterna que necesitaba. La relación de cariño que les une hace que se vuelva completamente leal al alcalde, quien la ve como la hija que nunca ha tenido. Buffy aprovecha la debilidad que el alcalde siente por Faith para provocarle y conducirlo a una trampa que acabará con su vida. Antes de su muerte el alcalde se encarga de dejar a Faith un regalito por si la Ascensión sale mal, lo que le permite intercambiar su cuerpo con el de Buffy. El primero se aparece a Faith con la forma del alcalde, conociendo todo lo que significaba para ella.
- Ángel — Intenta ayudar a Faith con la muerte del ayudante del alcalde. Faith envenena a Ángel y después del coma contratada por Wolfrand & Hart intenta matarlo, cuando en realidad está buscando que Ángel la mate a ella, ya que se considera lo peor y ve la muerte como su liberación. Ángel la ayuda en todo momento, incluso ganándose el enfrentamiento con Buffy. Cuando Faith se entrega la va a visitar a la cárcel. Al regreso de Ángelus, Faith huye de la cárcel para traer de vuelta a Ángel, en agradecimiento a todo lo que él ha hecho por ella, probablemente, la única persona que la ha entendido y ayudado.

### Vigilantes
- Diana Dormer — Es la primera vigilante de Faith y la primera persona que le ofrece un hogar estable. Es profesora de folklore en la Universidad de Harvard. Es asesinada por el vampiro Kakistos
- Rupert Giles - ejerce como vigilante mientras el Consejo no asigna un nuevo vigilante para Faith.
- Gwendolyn Post — Se presenta en Sunnydale como la nueva vigilante de Faith, la somete a un duro entrenamiento y la manipula, al final se descubre que en realidad es una exvigilante expulsada del consejo.
- Wesley Wyndam-Pryce - Es el último vigilante de Faith, la traiciona al poner en aviso al Consejo de que Faith ha asesinado accidentalmente a Alan Finch. Cuando Faith huye a Los Ángeles le tortura y años más tarde, un Wesley ya muy cambiado le pide ayuda para traer de vuelta a Ángel. Finalmente, salvado Ángel, parece que se produce una tregua entre los dos, al descubrirse que hacen un buen equipo.

## Frases
- Si ser violenta con los vampiros te molesta, creo que te confundiste de trabajo.

"Fe, esperanza y engaños"
- Todos los hombres son bestias, Buffy... no es cinismo sino la pura realidad. Cada tipo, partiendo del "Adoro "El Paciente inglés"" tiene una bestia en su interior. Y no importa lo sensible que parezca. Siempre están listos para la caza.

"La bella y las bestias"
- ¿Cuando vas a entender esto, B? la vida para una cazadora es muy simple: querer, tomar, tener.

"Chicas malas"
- ¿Cuándo vas a aprender, B? No importa qué tipo de vibraciones recibas de una persona. Porque nueve de cada diez veces, la cara que están mostrándote no es la real.

"Consecuencias"
- Miss Muffet inicia la cuenta atrás desde las siete y media.

"El día de la graduación (II)"
- Podría ser rica, podría ser famosa. Podría tener cualquier cosa... A cualquiera. Incluso a ti, Spike. Podría montarte a galope hasta que tus piernas se doblasen y tus ojos rodasen. Tengo músculos con los que jamás has soñado. Podría exprimirte hasta que estallases como el champán caliente y aún me pedirías que te lastimase un poquito más. ¿Y sabes por qué no lo hago? Porque está mal.

"¿Quién eres tú?"

## Curiosidades
- Faith tiene un tatuaje en el brazo derecho, según ""Go ask malice" era la marca del padre —Kakistos— con el que el vampiro tatuaba a sus secuaces para así poder rastrearlas. Artemia fue la causante de este tatuaje, para así poder atraer a Kakistos y poder llevar a cabo su venganza contra el. En el capítulo "La chica de este año " Eliza no lleva el tatuaje.

- En el capítulo en el que se descubre la traición de Faith a la pandilla, Faith besa a Buffy en la frente, aunque la idea original era que la besase en los labios.

- Al igual que Buffy, Faith es mordida por Ángel, con la diferencia de que una es mordida por Ángel, de frente y en el lado derecho del cuello, y la otra por Angelus, de espaldas y en el lado izquierdo.

- Una de las ideas que barajaba Joss Whedon, cuando Sara M. Gellar decidió no continuar con su papel en la serie, era crear una continuación con Faith, pero Eliza también la rechazó para protagonizar "Tru Calling".

- En el capítulo "La chica de este año ", Whedon quiso hacer un homenaje a la película "Cadena Perpetua". La escena en la que Faith emerge de la tumba enlodada y eleva los brazos al cielo, mientras se cierne sobre ella la lluvia y la cámara se eleva por encima de su cabeza, reproduce el gesto de Tim Robbins en la escena de la huida de la cárcel, cuando finalmente el protagonista consigue encontrar la libertad, al igual que Faith se libera de su cárcel particular del coma. En cierta forma también se puede considerar un sueño profético, porque Faith acabará en la cárcel y huirá de ella.

- En el capítulo "El día de la graduación (II)", Faith, ya en coma, y Buffy, comparten un sueño en el que además de revelar cómo vencer al alcalde, Faith profetiza ciertos acontecimientos que sucederán en el futuro. La referencia a las 7:30 "Miss Muffet comienza la cuenta atrás desde las 7:30" que Buffy reconoce como un acertijo, se refieren al tiempo que transcurrirá hasta la muerte de Buffy, 730 días. En el capítulo de la 4ª temporada "Inquietud" la idea original de Joss era que Faith se apareciese en los sueños de Buffy para recordarle su anterior predicción de las 7:30, pero como Eliza no pudo intervenir en el capítulo, lo hizo el personaje de Tara.

- Faith también profetiza la llegada de Dawn en el capítulo de la 4ª temporada "La chica de este año ", en un sueño compartido con Buffy.

- En "El día de la graduación (II)" descubrimos que Faith tiene una gata a la que llama Señorita Muffet. El personaje de la señorita Muffet está sacado de una rima popular americana. En cierta forma se cree que la mención a la señorita Muffet hace referencia al futuro de Dawn, su aparición y el peligro que el acoso de Glory -que sería la araña- le infiera. Otra versión menos extendida supone que en realidad la señorita Muffet es Buffy, que verá su paz truncada con la llegada de Glory.

- El apellido de Faith no se conoció hasta 7 años después de creado el personaje y se revela en la última guía del vigilante. Es Lehane un apellido de origen gaélico que significa gris. El apellido Lehane convertiría a Faith en parte de la colonia irlandesa de Boston y compartiría con Ángel origen irlandés.

- Faith fue la última cazadora en recibir su poder de la forma tradicional.

## Episodios

### Buffy
3x03 Fe, esperanza y engaños (Faith, Hope and Trick)
3x04 La bella y las bestias (Beauty and the Beasts)
3x05 El baile (Homecoming)
3x07 Revelaciones (Revelations)
3x10 Desagravios (Amends)
3x13 El Zepo (The Zeppo)
3x14 Chicas malas (Bads Girls)
3x15 Consecuencias (Consequences)
3x16 Doble personalidad (Doppelgängland)
3x17 Enemigas (Enemies)
3x19 Elecciones (Choices)
3x21 El día de la graduación (I) (Graduation Day, I)
3x22 El día de la graduación (II) (Graduation Day, II)
4x15 La chica de este año (This year’s girl)
4x16 ¿Quién eres tú? (Who are you?)
7x18 Chicas impuras (Dirty Girls)
7x19 Lugares vacíos (Empty Places)
7x20 Tocada (Touched)
7x21 El fin de los tiempos (End of days)
7x22 La Elegida (Chosen)

### Ángel
1x18 La Asesina (Five by five) 
1x19 Santuario (Sanctuary)
2x1 El juicio (Judgment)
4x13 Salvamento (Salvage) 
4x14 Liberación (Release) 
4x15 Orfeo (Orpheus)

## Novelas y cómics
1. Levy, Robert Joseph (2006). Go ask malice: a slayer's diary (en inglés). Simon Spotlight. pp. 256 pp. ISBN 1-4169-1587-7.
2. Vaughan, Brian K. (2008). No future for you (en inglés) (2ª ed. edición). Dark Horse Comics. pp. 120 pp. ISBN 978-1593079635.
3. Lobdell, Scott; Nicieza, Fabian (2003). Notes from the underground (en inglés). Richards, Cliff (il.). Dark Horse Comics. pp. 104 pp. ISBN 978-1569718889.
4. Spenson, Jane; Richards, Cliff (2002). Haunted (en inglés). Dark Horse Comics. pp. 96 pp. ISBN 978-1569717370.
5. Golden, Christopher (2002). Wisdom of war (en inglés). Pocket Books. pp. 320 pp. ISBN 0-7434-5033-7.
6. Holder, Nancy (2001). The book of fours (en inglés). Pocket Books. pp. 336 pp. ISBN 0-7434-1240-0.
7. Krueger, Jim; Richards, Cliff (2009). Safe (en inglés). Dark horse. pp. 40 pp.